# لوك كريغ
لوك كريغ (بالإنجليزية: Locke Craig)‏ وهو سياسي أمريكي ينتمي إلى الحزب الديمقراطي ولد لوك كريغ في 16 آب - أغسطس من سنة 1860 شغل كريغ منصب حاكم على ولاية كارولينا الشمالية ما بين عامي 1913 إلى عام 1917 توفي لوك كريغ في 9 حزيران - يونيو من سنة 1925.